# Liste der Baudenkmäler in Ulten
Die Liste der Baudenkmäler in Ulten (italienisch Ultimo) enthält die 20 als Baudenkmäler ausgewiesenen Objekte auf dem Gebiet der Gemeinde Ulten in Südtirol.
Basis ist das im Internet einsehbare offizielle Verzeichnis der Baudenkmäler in Südtirol. Dabei kann es sich beispielsweise um Sakralbauten, Wohnhäuser, Bauernhöfe und Adelsansitze handeln. Die Reihenfolge in dieser Liste orientiert sich an der Bezeichnung, alternativ ist sie auch nach der Adresse oder dem Datum der Unterschutzstellung sortierbar.

## Liste
| Foto |                 | Bezeichnung                                                                        | Standort                     | Eintragung                   | Beschreibung                  | Metadaten                                                    |
| ---- | --------------- | ---------------------------------------------------------------------------------- | ---------------------------- | ---------------------------- | ----------------------------- | ------------------------------------------------------------ |
| ja   | Datei hochladen | Bildstock beim Eggwirt ID: 17754                                                   | 46° 32′ 58″ N, 11° 0′ 18″ O  | 13. Feb. 1984 (BLR-LAB 635)  | Bildstock                     | KG: Sankt Walburg Bauparzelle: 540/1                         |
| BW   | Datei hochladen | Breitenberg ID: 17753                                                              | 46° 33′ 7″ N, 10° 59′ 51″ O  | 16. Jan. 1969 (MD)           | Ländliches Wohnhaus/Bauernhof | KG: Sankt Walburg Bauparzelle: 252/1, 252/4, 252/5           |
| BW   | Datei hochladen | Doppler ID: 17742                                                                  | 46° 30′ 20″ N, 10° 54′ 55″ O | 13. Feb. 1984 (BLR-LAB 635)  | Ländliches Wohnhaus/Bauernhof | KG: Sankt Nikolaus Bauparzelle: 140/1, 140/3, 141            |
| BW   | Datei hochladen | Gasthaus Bad Überwasser ID: 50615                                                  | 46° 32′ 39″ N, 11° 0′ 21″ O  | 24. Juli 2018 (BLR-LAB 729)  | Gasthaus                      | KG: Sankt Walburg Bauparzelle: 76                            |
| BW   | Datei hochladen | Innerdurach ID: 18192                                                              | 46° 33′ 25″ N, 11° 0′ 12″ O  | 2. Sep. 1996 (BLR-LAB 4112)  | Ländliches Wohnhaus/Bauernhof | KG: Sankt Walburg Bauparzelle: 258                           |
| ja   | Datei hochladen | Mitterschwienbach ID: 17739                                                        | 46° 30′ 46″ N, 10° 55′ 34″ O | 13. Feb. 1984 (BLR-LAB 635)  | Ländliches Wohnhaus/Bauernhof | KG: Sankt Nikolaus Bauparzelle: 15                           |
| ja   | Datei hochladen | Nieschhof (Pecknhütt) ID: 17748                                                    | 46° 32′ 57″ N, 11° 0′ 17″ O  | 13. Feb. 1984 (BLR-LAB 635)  | Ländliches Wohnhaus/Bauernhof | KG: Sankt Walburg Bauparzelle: 86                            |
| ja   | Datei hochladen | Obernieschen ID: 17749                                                             | 46° 32′ 53″ N, 11° 0′ 8″ O   | 13. Feb. 1984 (BLR-LAB 635)  | Ländliches Wohnhaus/Bauernhof | KG: Sankt Walburg Bauparzelle: 90                            |
| ja   | Datei hochladen | Pfarrkirche St. Gertraud mit Friedhof und Beinhaus in St. Gertraud ID: 17744       | 46° 29′ 19″ N, 10° 52′ 9″ O  | 13. Feb. 1984 (BLR-LAB 635)  | Kirche                        | KG: Sankt Nikolaus Bauparzelle: 293, 294 Grundparzelle: 1851 |
| ja   | Datei hochladen | Pfarrkirche St. Nikolaus mit Friedhof in St. Nikolaus ID: 17737                    | 46° 30′ 41″ N, 10° 55′ 25″ O | 13. Feb. 1984 (BLR-LAB 635)  | Kirche                        | KG: Sankt Nikolaus Bauparzelle: 1 Grundparzelle: 1           |
| ja   | Datei hochladen | Pfarrkirche St. Walburg mit Friedhofskapelle und Friedhof in St. Walburg ID: 17747 | 46° 33′ 5″ N, 11° 0′ 27″ O   | 13. Feb. 1984 (BLR-LAB 635)  | Kirche                        | KG: Sankt Walburg Bauparzelle: 410, 57 Grundparzelle: 489    |
| ja   | Datei hochladen | Pfarrwidum in St. Gertraud ID: 17745                                               | 46° 29′ 18″ N, 10° 52′ 10″ O | 13. Feb. 1984 (BLR-LAB 635)  | Widum/Kanonikerhaus           | KG: Sankt Nikolaus Bauparzelle: 296                          |
| ja   | Datei hochladen | St. Mauritius ID: 17751                                                            | 46° 32′ 11″ N, 10° 56′ 56″ O | 13. Feb. 1984 (BLR-LAB 635)  | Kirche                        | KG: Sankt Walburg Bauparzelle: 238                           |
| BW   | Datei hochladen | Thurner ID: 17740                                                                  | 46° 30′ 48″ N, 10° 55′ 20″ O | 7. Sep. 1984 (BLR-LAB 4618)  | Ländliches Wohnhaus/Bauernhof | KG: Sankt Nikolaus Bauparzelle: 26                           |
| ja   | Datei hochladen | Untertembl mit Hausmühle ID: 17741                                                 | 46° 30′ 40″ N, 10° 55′ 19″ O | 13. Feb. 1984 (BLR-LAB 635)  | Ländliches Wohnhaus/Bauernhof | KG: Sankt Nikolaus Bauparzelle: 136/1, 137                   |
| ja   | Datei hochladen | Widum in St. Nikolaus ID: 17738                                                    | 46° 30′ 41″ N, 10° 55′ 24″ O | 13. Feb. 1984 (BLR-LAB 635)  | Widum/Kanonikerhaus           | KG: Sankt Nikolaus Bauparzelle: 3                            |
| ja   | Datei hochladen | Wirtschaftsgebäude des Kuppelwieserhofes ID: 17750                                 | 46° 31′ 48″ N, 10° 57′ 28″ O | 30. Okt. 1989 (BLR-LAB 6904) | Stadel                        | KG: Sankt Walburg Bauparzelle: 135/2                         |
| ja   | Datei hochladen | Zeppen ID: 17752                                                                   | 46° 34′ 2″ N, 11° 1′ 47″ O   | 11. Feb. 1991 (BLR-LAB 535)  | Ländliches Wohnhaus/Bauernhof | KG: Sankt Walburg Bauparzelle: 299                           |
| BW   | Datei hochladen | Zu Bach mit Kornkasten ID: 17743                                                   | 46° 29′ 41″ N, 10° 51′ 46″ O | 13. Feb. 1984 (BLR-LAB 635)  | Ländliches Wohnhaus/Bauernhof | KG: Sankt Walburg Bauparzelle: 267/1, 267/2, 832, 833, 834   |
| BW   | Datei hochladen | Zu Hof ID: 17746                                                                   | 46° 31′ 36″ N, 10° 57′ 1″ O  | 13. Feb. 1984 (BLR-LAB 635)  | Ländliches Wohnhaus/Bauernhof | KG: Sankt Nikolaus Bauparzelle: 397, 401                     |

Falls bei einem Baudenkmal keine Koordinaten bekannt sind, werden ersatzweise die Katasterdaten zum Zeitpunkt der Unterschutzstellung angegeben. Diese sind weder offiziell noch zwingend aktuell.
Die vom Landesdenkmalamt übernommenen Adressen können veraltet sein.
| Foto:   | Fotografie des Denkmals. Klicken des Fotos erzeugt eine vergrößerte Ansicht. Daneben finden sich zwei Symbole: |
| ID      | Identifikator beim Südtiroler Landesdenkmalamt                                                                 |
| KG      | Katastralgemeinde                                                                                              |
| MD      | Ministerialdekret                                                                                              |
| BLR-LAB | Beschluss der Landesregierung – Landesausschussbeschluss                                                       |